# Rhipidure gris
Rhipidura albiscapa
Espèce
Statut de conservation UICN

 LC  : Préoccupation mineure
Le Rhipidure gris (Rhipidura albiscapa) est une espèce d'oiseau de la famille des Rhipiduridae.
Cet oiseau vit en Mélanésie et en Australie.

## Répartition et sous-espèces
Selon la classification de référence du Congrès ornithologique international (15.1, 2025) il se répartit en huit sous-espèces :
- R. a. brenchleyi Sharpe, 1879 — Makira (Salomon) et Vanuatu ;
- R. a. bulgeri Layard, 1877 — Grande Terre et île des Pins, Lifou ;
- R. a. keasti Ford, 1981 — nord-est du Queensland ;
- R. a. pelzelni Gray, GR, 1862 — île Norfolk ;
- R. a. alisteri Mathews, 1911 — sud-est de l'Australie ;
- R. a. albiscapa Gould, 1840 — Tasmanie et îles du détroit de Bass ;
- R. a. preissi Cabanis, 1851 — Australie du Sud-Ouest ;
- R. a. albicauda North, 1895 — nord/ouest de l'Australie (aire dissoute) ;